# Laupheim
Laupheim – miasto w Niemczech, w kraju związkowym Badenia-Wirtembergia, w rejencji Tybinga, w regionie Donau-Iller, w powiecie Biberach, siedziba wspólnoty administracyjnej Laupheim. Leży w Górnej Szwabii, nad rzeką Rottum, ok. 15 km na południowy zachód od Biberach an der Riß, przy drodze krajowej B30.
W mieście znajduje się stadion klubu piłkarskiego Olympia Laupheim Olympia-Stadion.

## Współpraca
Miejscowości partnerskie:
- Feyzin, Francja
- Neustadt an der Orla, Turyngia

## Galeria

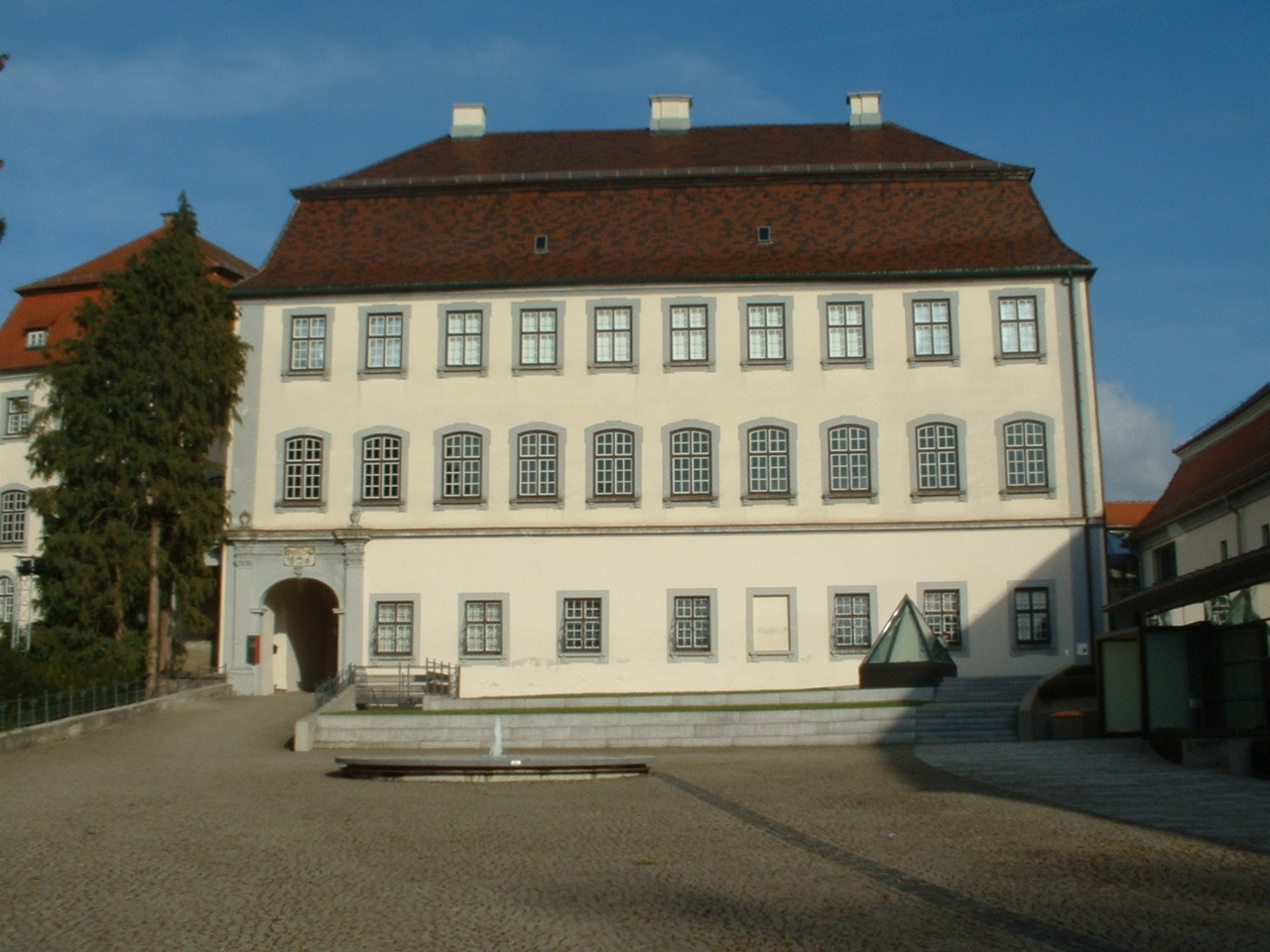
Zamek Grosslaupheim
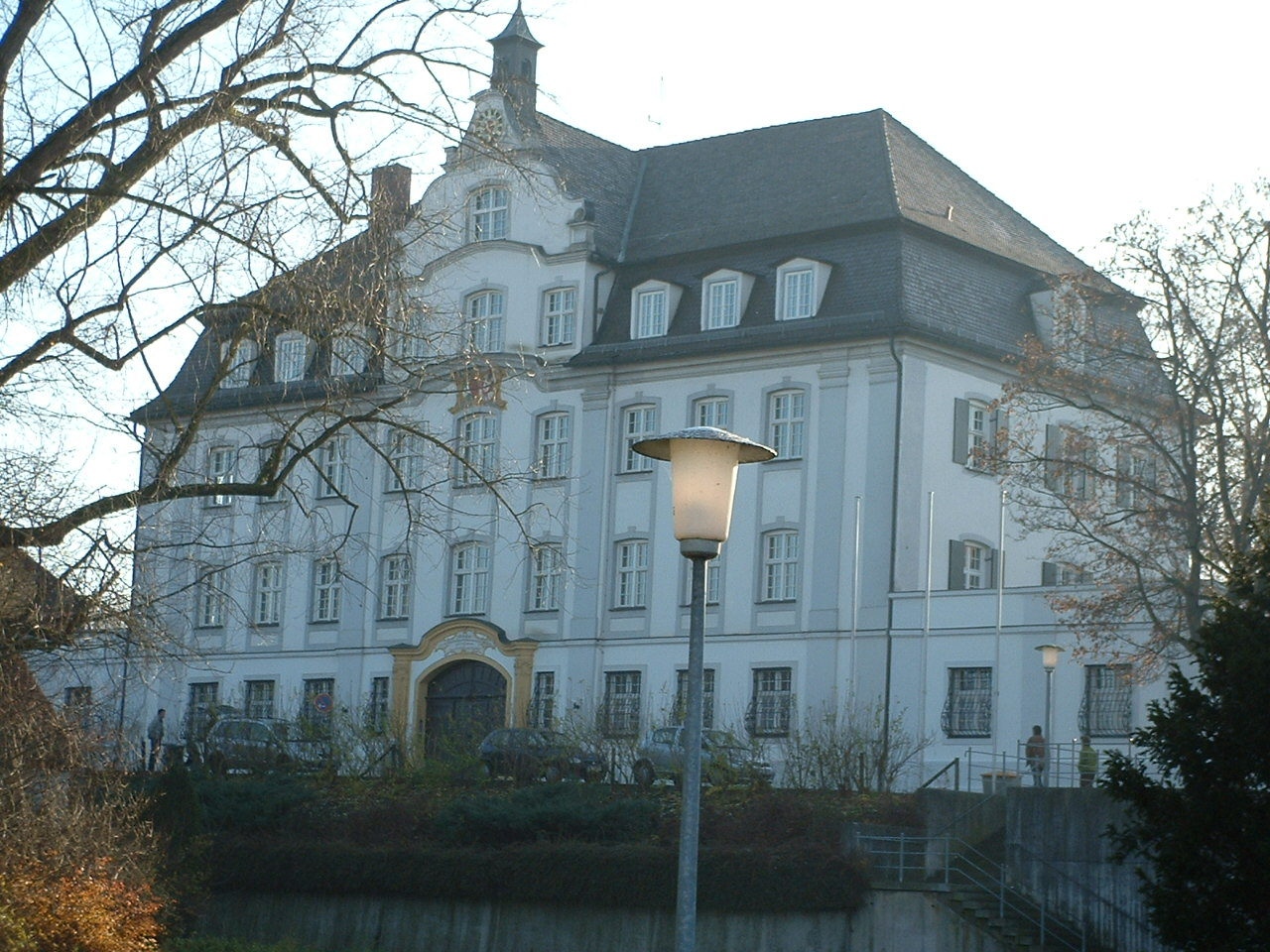
Zamek Kleinlaupheim
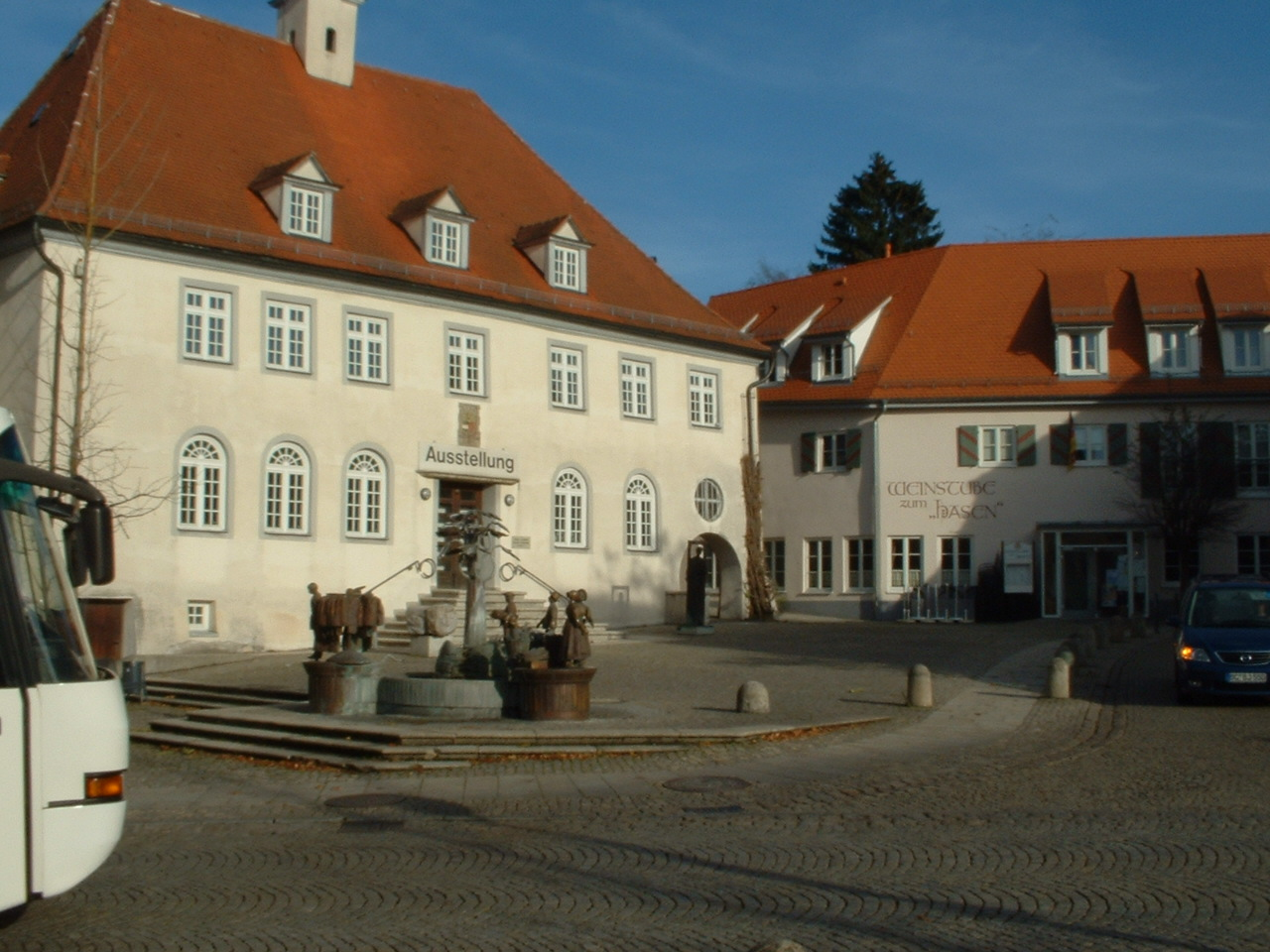
Spichlerz
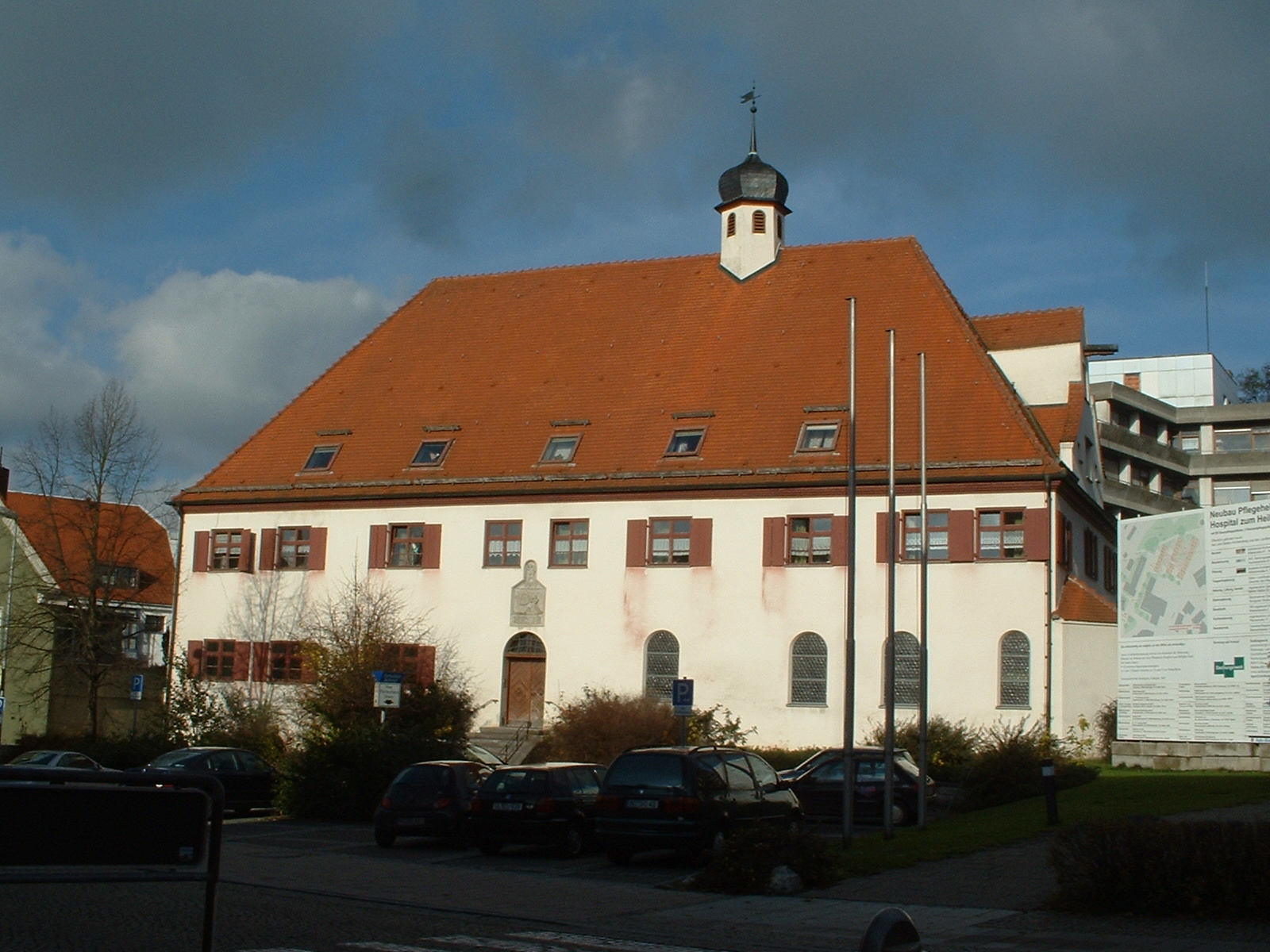
Szpital
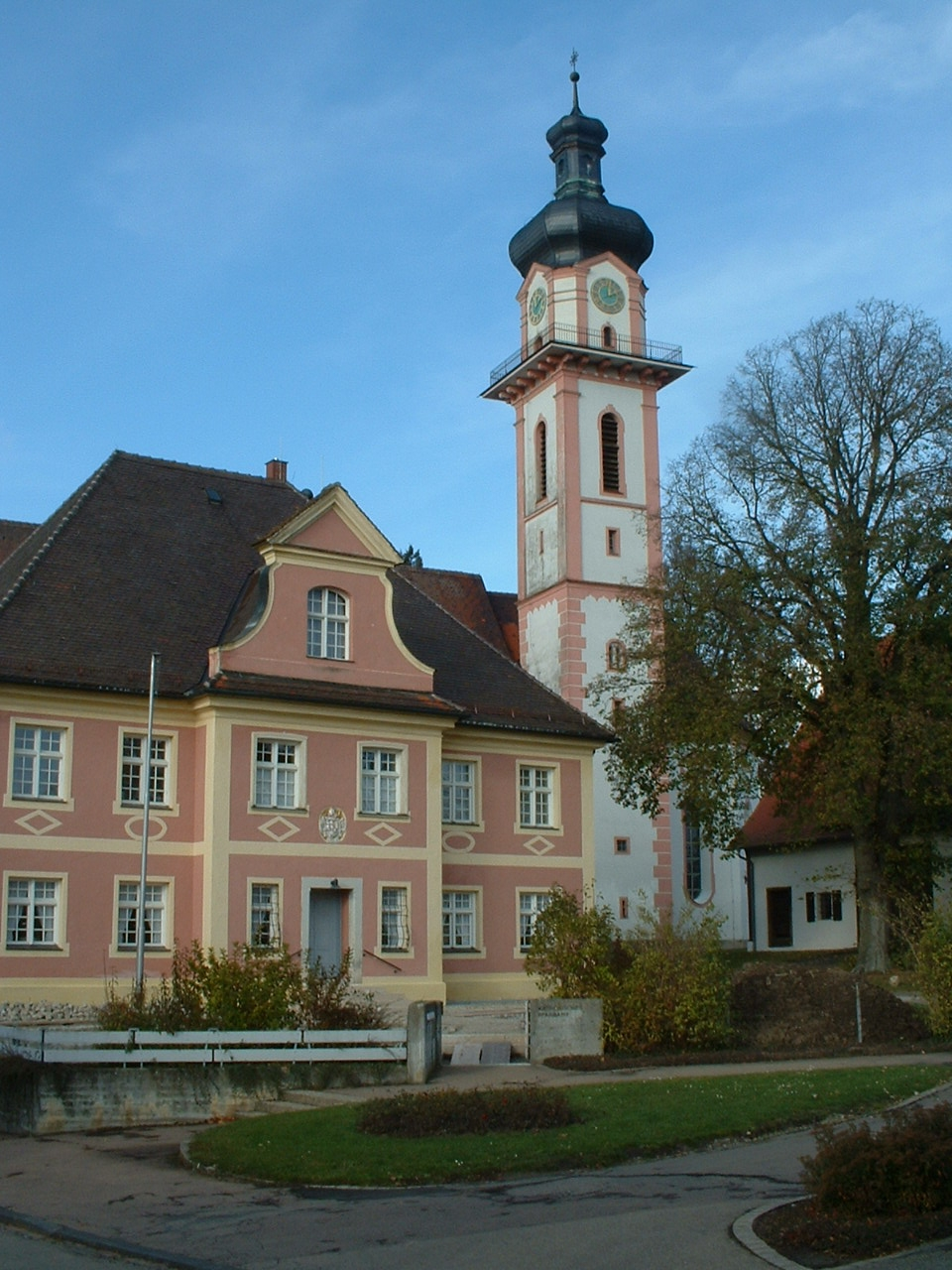
Kościół św. Piotra i Pawła (St. Petrus und Paulus)
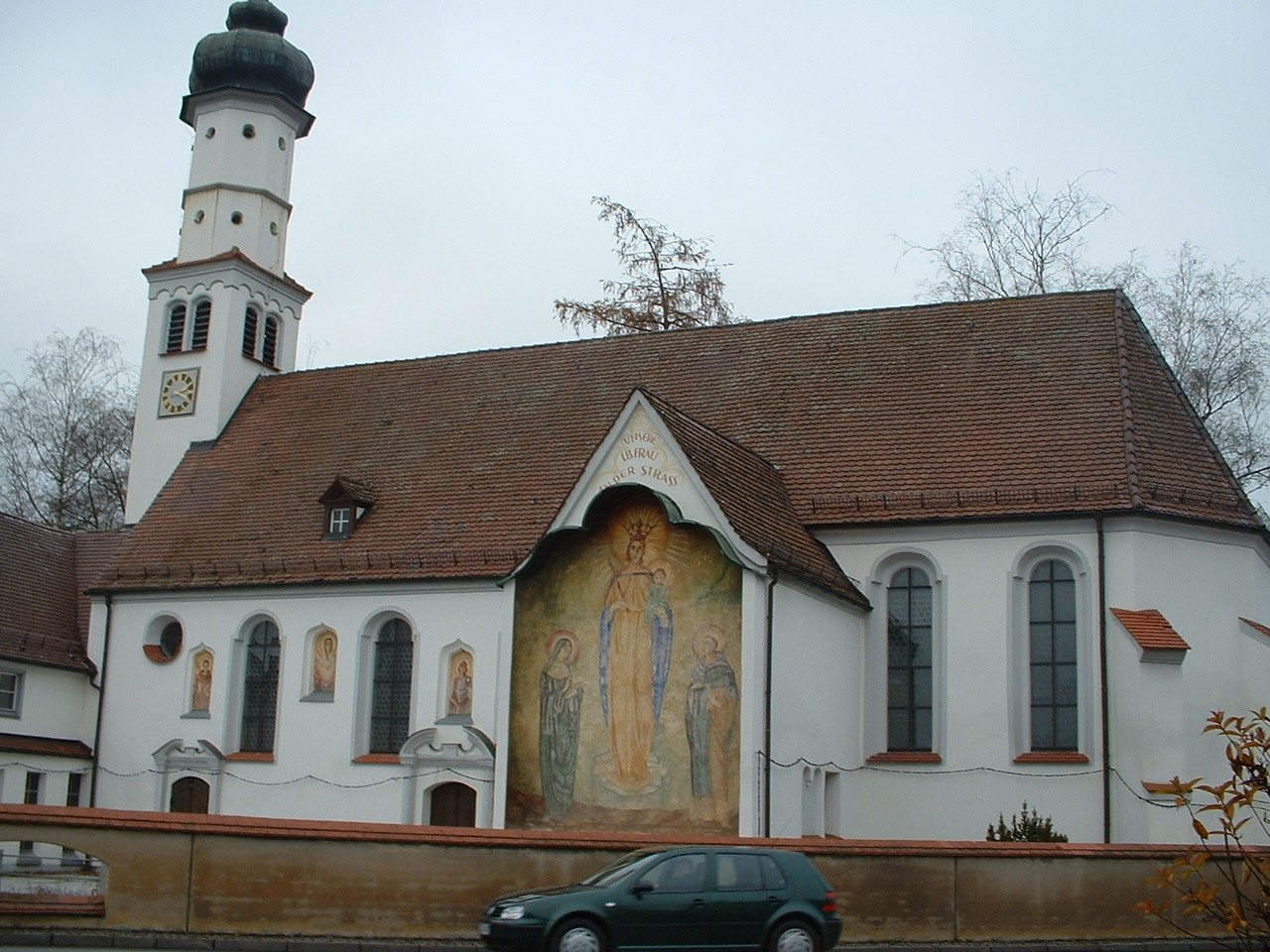
Kaplica św. Leonarda (St. Leonard)
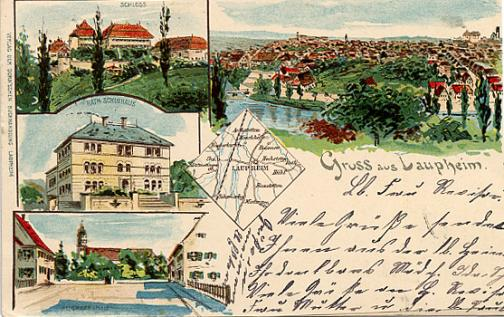
Laupheim w 1915
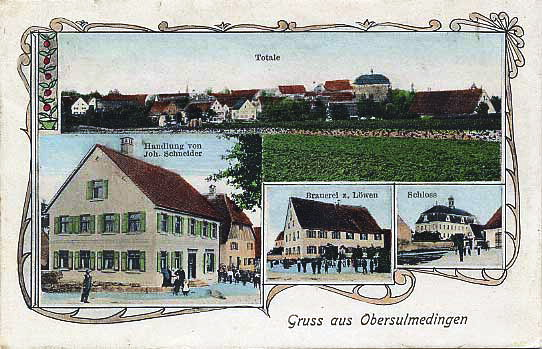
Dzielnica Obersulmetingen w 1900
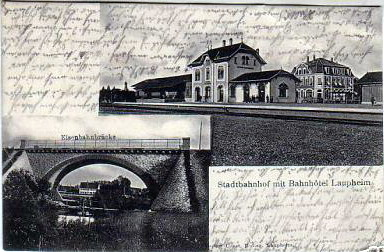
Dworzec w 1904